# The Orchard
The Orchard je трећи албум певачице и композитора Лиз Рајт, издат 2008. године.

## Учесници на албуму
- Лиз Рајт — вокал
- Крис Брус — гитара
- Тоши Регон — гитара
- Орн Бледоув — гитара
- Глен Паша — клавијатуре, пратећи вокал
- Кени Банкс — клавир
- Патрик Варен — клавијатуре
- Лари Кампбел — мандолина
- Џон Конвертино — бубњеви
- Бен Перовски — бубњеви
- Лари Игл — бубњеви
- Џои Бернс — гитара, бас гитара, виолончело
- Кетрин Расел — пратећи вокал
- Џосет Њусам — пратећи вокал
- Марк Антони Томсон — пратећи вокал
- Патрик Варен — клавијатуре
- Јакоб Валензуела — труба
- Мартин Венк — труба